# Association Sportive de Monaco Football Club 2008-2009
La pagina racchiude rosa e statistiche del Monaco nella stagione 2008-09.

## Rosa
| N. |                          | Ruolo | Calciatore           |
| -- | ------------------------ | ----- | -------------------- |
| 1  | Francia (bandiera)       | P     | Yohann Thuram-Ulien  |
| 2  | RD del Congo (bandiera)  | D     | Cédric Mongongu      |
| 3  | Camerun (bandiera)       | D     | Nicolas N'Koulou     |
| 4  | Francia (bandiera)       | D     | François Modesto     |
| 5  | Uruguay (bandiera)       | C     | Diego Fernando Pérez |
| 6  | Croazia (bandiera)       | C     | Nikola Pokrivač      |
| 8  | Svizzera (bandiera)      | D     | Patrick Müller       |
| 9  | Francia (bandiera)       | A     | Yannick Sagbo        |
| 10 | Corea del Sud (bandiera) | A     | Park Chu-Young       |
| 11 | Stati Uniti (bandiera)   | A     | Freddy Adu           |
| 12 | Brasile (bandiera)       | D     | Adriano Pereira      |
| 13 | Francia (bandiera)       | D     | Vincent Muratori     |
| 14 | Croazia (bandiera)       | D     | Dario Šimić          |
| 15 | Francia (bandiera)       | D     | Thomas Mangani       |
| 16 | Francia (bandiera)       | P     | Stéphane Ruffier     |
| 17 | Francia (bandiera)       | A     | Serge Gakpé          |

| N. |                           | Ruolo | Calciatore         |  |
| -- | ------------------------- | ----- | ------------------ |  |
| 18 | Argentina (bandiera)      | C     | Alejandro Alonso   |  |
| 19 | Costa d'Avorio (bandiera) | C     | Jean-Jacques Gosso |  |
| 20 | Colombia (bandiera)       | A     | Juan Pablo Pino    |  |
| 21 | Francia (bandiera)        | C     | Camel Meriem       |  |
| 22 | Francia (bandiera)        | C     | Alexandre Licata   |  |
| 23 | Croazia (bandiera)        | C     | Jerko Leko         |  |
| 24 | Francia (bandiera)        | C     | Loïc Dufau         |  |
| 25 | Nigeria (bandiera)        | C     | Lukman Haruna      |  |
| 26 | Francia (bandiera)        | C     | Yohan Mollo        |  |
| 27 | Francia (bandiera)        | A     | Frédéric Nimani    |  |
| 28 | Francia (bandiera)        | A     | Djamel Bakar       |  |
| 29 | Francia (bandiera)        | C     | Distel Zola        |  |
| 30 | Italia (bandiera)         | P     | Flavio Roma        |  |
| 31 | Francia (bandiera)        | C     | Kevin Diaz         |  |
| 32 | Costa d'Avorio (bandiera) | D     | Igor Lolo          |  |
| -- | Mali (bandiera)           | D     | Djimi Traoré       |  |

### Staff tecnico
- Allenatore:  Ricardo

### Staff dirigenziale
- Presidente:  Jérôme De Bontin

## Risultati finali
- Ligue 1: Undicesima posizione
- Coppa di Francia: Eliminato ai quarti
- Coppa di Lega: Eliminato ai sedicesimi di finale